# Jhunjhunun
Jhunjhunun (eller Jhunjhunu) är en stad i den historiska Shekhawatiregionen i nordvästra Indien. Den är administrativ huvudort för distriktet Jhunjhunun och hade cirka 120 000 invånare vid folkräkningen 2011. 1450 erövrades staden av muslimerna, som här upprättade ett nawabrike under Chauhandynastin. 